# Jimmy Buffett's Margaritaville
Jimmy Buffett's Margaritaville es el nombre que se da en los Estados Unidos a una cadena de restaurantes estadounidenses y a una serie de tiendas de venta y mercancía de Jimmy Buffett. Su propietario es del cantante Buffett’s Margaritaville Holdings LLC y del nombre de la canción " Margaritaville." En 1985, Buffett abrió el primer restaurante "Margaritaville" en Key West. En 2002, Buffett amplió sus empresas de negocio abriendo su primer restaurante llamado "Cheeseburger in Hell".

## Restaurantes y localización de los locales
En la actualidad hay restaurantes situados en Key West, (en la foto de la derecha), Las Vegas, Glendale (Arizona), Myrtle Beach (Carolina del Sur), Nueva Orleans, y Orlando (Florida), en los Estados Unidos con otros en Montego Bay, Negril y Ocho Rios en Jamaica, Gran Turk, en las Islas Turcas y Caicos, George Town en Gran Caimán en las Islas Caimán, en Cancún y Cozumel en México.
En 2008 se abrirá en el Casino Connecticut Mohegan el restaurante Margaritaville.
Las ubicaciones de las tienda a menudo están en el Key West, Las Vegas, Glendale (Arizona), Myrtle Beach (Carolina del Sur), Charleston (Carolina del Sur), Nueva Orleans, y Orlando, en los Estados Unidos con otros en la Montego Bay, Negril, y Ocho Rios en Jamaica, (La Gran Isla Turca) y sobre el Gran Caimán y las Islas Caimán.

## Productos y alimentos de Margaritaville
Con la gran popularidad del nombre de la marca Margaritaville, bebidas margarita, mezcladores de Margaritas, mariscos congelados y comidas de pollo se han creado para el buen consumo, ya sea a través del sitio web Margaritaville u otros.

## Noticias
A finales de 2006, Jimmy Buffett anunció en su sitio web que las Cafeterías Margaritaville ya no comprarían o servirían alimentos del mar canadiense.
El 15 de mayo del 2007, Harrah's Entertainment anunció planes para construir el Margaritaville Casino y Resort en Biloxi (Misisipi) en el sitio de la antigua Grand Casino Biloxi y de las propiedades del Casino Magic Biloxi.